# Paris-Alençon-Rennes
Paris-Alençon-Rennes est une ancienne course cycliste française à étapes, réservée aux amateurs et indépendants, organisée de 1938 à 1949 entre la Capitale et les villes de Alençon (Orne) et de Rennes (Ille-et-Vilaine),.

## Palmarès
| Année | Vainqueur       | Deuxième         | Troisième       |
| ----- | --------------- | ---------------- | --------------- |
| 1938  | Roger Paris     | Aimé Landrieux   | Gaston Grimbert |
| 1939  | René Dasse      | Hans Langenegger | Georges Chocque |
| 1947  | François Person | François Hélary  | René Le Floch   |
| 1948  | Jean Erussard   | Basile Decortès  | Oreste Beghetti |
| 1949  | Pierre Gaudot   | Sylvestre Zosi   | Lucien Fixot    |